# Prowincja Halle-Merseburg
Prowincja Halle-Merseburg (niem. Gau Halle-Merseburg) - prowincja (Gau) III Rzeszy od 1933 do 1945 roku w pruskiej prowincji Saksonia. Wcześniej, od 1925 do 1933 roku, była regionalnym pododdziałem partii nazistowskiej w tym rejonie.

## Historia
System (nazistowskich) prowincji został pierwotnie ustanowiony na konferencji partyjnej 22 maja 1926 r. w celu usprawnienia administracji strukturą partyjną. Od 1933 r., po przejęciu władzy przez nazistów, (nazistowskie) prowincje coraz częściej zastępowały niemieckie kraje związkowe jako jednostki administracyjne w Niemczech.
Na czele każdej (nazistowskiej) prowincji stał Gauleiter, stanowisko, które stawało się coraz bardziej wpływowe, zwłaszcza po wybuchu II wojny światowej, z niewielką ingerencją z góry. Lokalni Gauleiterzy często zajmowali stanowiska rządowe, jak i partyjne i byli odpowiedzialni między innymi za propagandę i nadzór, a od września 1944 r. także za Volkssturm i obronę prowincji.
Początkowo stanowisko Gauleitera w Halle-Merseburgu piastował Walter Ernst od 1925 do 1926 roku, następnie Paul Hinkler od 1926 do 1931 roku i Rudolf Jordan od 1931 do 1937 roku. Ostatnim Gauleiterem był JJoachim Albrecht Eggeling, piastujący to stanowisko od 1937 do 1945 roku. Pierwsi dwaj Gauleiterzy, Ernst i Hinkler, zginęli w ostatnim miesiącu wojny, pierwszy zginął w akcji, drugi popełnił samobójstwo. Jordan, trzeci Gauleiter, został skazany na 25 lat więzienia w Związku Radzieckim po wojnie, ale został zwolniony w 1955 roku i zmarł w 1988 roku. Opublikował swoją autobiografię o swoim czasie jako Gauleiter i w niewoli, która nie zawierała żadnych oznak, że był gotów wziąć na siebie odpowiedzialność za wydarzenia w III Rzeszy. Eggeling, próbując zapobiec zniszczeniu miasta Halle, w kwietniu 1945 r. bezskutecznie zwrócił się do nazistowskiego kierownictwa z petycją o pozwolenie na nieobronę miasta. Po odmowie Eggeling zastrzelił się 15 kwietnia 1945 r., a miasto zostało zdobyte przez armię amerykańską 19 kwietnia.

## Podział administracyjny
Prowincja Halle-Merseburg dzieliła się na 17 okręgów:
- Bitterfeld
- Delitzsch
- Eckartsberga
- Halle - siedziba prowincji
- Liebenwerda
- Mansfeld-Gebirge
- Mansfeld-See
- Merseburg
- Naumburg
- Querfurt
- Saalkreis
- Sangerhausen
- Schweinitz
- Torgau
- Weißenfels
- Wittenberg
- Zeitz